# Adrana sowerbyana
Adrana sowerbyana is een tweekleppigensoort uit de familie van de Nuculanidae. De wetenschappelijke naam van de soort is voor het eerst geldig gepubliceerd in 1845 door d'Orbigny.